# トレ!
『¡トレ!』 (¡Tré!)は、アメリカのロックバンド、グリーン・デイのスタジオ・アルバム。当初の発売日は2013年1月16日だったが、2012年12月12日に、アメリカでも11日に前倒しとなった。3部作の第3作目で、ジャケットにはトレ・クールが登場している。
今作より全3部作を購入してそれぞれのシリアルコードを応募すると、もれなく「爆発ライヴ!〜渋谷篇」が手に入るという特典が付けられている。
本作からは、「ザ・フォガットゥン」が映画『トワイライト・サーガ/ブレイキング・ドーン Part2』のエンディングテーマに起用され、同映画のサウンドトラックのリード・トラックとして発売された。また、「エックス・キッド」がシングル・カットされた。
全英では3位、全米では13位を記録しており、オリコン・アルバムチャートでは10位（洋楽2位）を獲得している。

## 収録曲
1. ブルータル・ラヴ - "Brutal Love" - 4:54
2. ミッシング・ユー - "Missing You" - 3:43
3. エイス・アヴェニュー・セレナーデ - "8th Avenue Serenade" - 2:36
4. ドラマ・クイーン - "Drama Queen" - 3:07
5. エックス・キッド - "X-Kid" - 3:41
  - ビリーが、自殺した友人への想いを綴っている。
6. セックス、ドラッグス & ヴァイオレンス - "Sex, Drugs & Violence" - 3:31
7. リトル・ボーイ・ネームド・トレイン - "A Little Boy Named Train" - 3:37
8. アマンダ - "Amanda" - 2:28
9. ウォーク・アウェイ - "Walk Away" - 3:45
10. ダーティー・ロットン・バスターズ - "Dirty Rotten Bastards" - 6:26
11. ナインティナイン・レヴォリューションズ - "99 Revolutions" - 3:49
12. ザ・フォガットゥン - "The Forgotten" - 4:58
  - 日本盤では、ボーナストラックとして「ニュークリア・ファミリー」のライブ音源が収録されている。

## その他
ビリーは「『トレ!』はスタジアム・ロック向きだろうし、ずっとストリングスやブラスが大げさになるだろうね」と述べ、雰囲気は"物思いにふけってる(reflective)"、さらにアルバムの説明として"ごちゃまぜ(mixed bag)"とし、「ドゥーキー」や「インソムニアック」のようなパンク、「ニムロッド」「ウォーニング」の経験的要素、さらには「アメリカン・イディオット」「21世紀のブレイクダウン」などのスタジアム・ロック/ロック・オペラ的要素も入っているという。